# Strut (Hilton Ruiz)
Strut è un album di Hilton Ruiz, pubblicato dalla Novus Records (e anche dalla RCA Records) nel 1989. Il disco fu registrato tra il 30 novembre ed il 1º dicembre del 1988 allo Studio B, RCA Studios di New York (Stati Uniti).

## Tracce
Lato A
1. The Sidewinder – 6:17 (Lee Morgan)
2. Goin' Back to New Orleans – 10:43 (Hilton Ruiz)
3. Bluz – 4:55 (Sam Rivers)

Lato B
1. Aged in Soul – 4:17 (William Allen)
2. All My Love Is Yours – 8:05 (Dick Griffin)
3. Soca Serenade – 5:52 (William Allen)
4. Why Don't You Steal My Blues – 2:31 (Bradley Cunningham)

Edizione CD del 1989, pubblicato dalla Novus Records 3053-2-N13
1. The Sidewinder – 6:17 (Lee Morgan)
2. Goin' Back to New Orleans – 10:43 (Hilton Ruiz)
3. Bluz – 4:55 (Sam Rivers)
4. Aged in Soul – 4:17 (William Allen)
5. All My Love Is Yours – 8:05 (Dick Griffin)
6. Soca Serenade – 5:52 (William Allen)
7. Why Don't You Steal My Blues – 2:31 (Bradley Cunningham)
8. Lush Life – 6:23 (Billy Strayhorn)

## Musicisti
- Hilton Ruiz - pianoforte
- Lew Soloff - tromba
- Dick Griffin - trombone
- Sam Rivers - sassofono tenore, sassofono soprano
- Rodney Jones - chitarra
- Rodney Jones - basso (brano: B4)
- Francisco Centeno - basso
- Robby Ameen - batteria
- Robby Ameen - timbales, percussioni (brani: B1 e B2)
- Steve Berrios - timbales, percussioni (brani: A1, A2, A3, B3 e B4)
- Steve Berrios - batteria (brani: B1, B2 e B4)
- Mongo Santamaría - congas